# Soneto 10

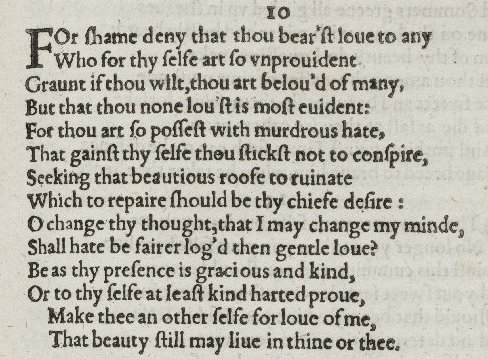
Soneto 10, William Shakespeare

| Soneto 10 |
| --- |
| For shame! deny that thou bear'st love to any Who for thyself art so unprovident: Grand if thou wilt, thou art belov'd of many, But that thou none lov'st is most evident: For thou art so possess'd with murd'rous hate, That' gainst thyself thou stick'st not to conspire, Seeking that beauteous roof to ruinate Which to repair should be thy chief desire: O charge thy thought, that I may change my mind, Shall hate be fairer lodg'd than gentle love? Be as thy presence is gracious and kind, Ot to thyself at least kind-hearted prove, Make thee another self for love of me, That beauty still may live in thine or thee. |
| –William Shakespeare |

El Soneto 10 es uno de los 154 sonetos escritos por el dramaturgo y poeta inglés William Shakespeare. Está considerado como uno de los sonetos shakespearianos sobre la procreación dentro de la secuencia dedica al Fair Youth.
Debido a que en el Soneto 9 aparece repentinamente el tema del "odio contra el mundo", que continúa y amplifica este soneto, se puede decir que el Soneto 10 y Soneto 9 forman un díptico, a pesar de que la forma de vinculación es diferente a las del caso de los Sonetos 5 y 6 o Sonetos 15 y 16.

## Traducción
¡Por pudor! Reconoce, que a nadie das afecto,

tú, que para contigo, eres tan previsor.

No obstante, reconozco, que hay muchos que te aman,

pero es más evidente, que tú no amas a nadie.

Pues estás poseído, por un odio asesino,

que conspira en tu contra, sin pensarlo dos veces,

tratando de arruinar, esa hermosa morada,

que en tu celo debía, ser tu mayor deseo.

¡Cambia tu pensamiento, porque yo cambie el mío!

¿Debe el odio hospedarse, mejor que el dulce amor?

Sé como es tu apariencia: Gracioso y afectivo

o al menos muéstrate, tierno contigo mismo.

Haz de ti otra persona, por amor hacia mí,

porque en ti la belleza, sobreviva a los tuyos.